# Campeonato Sul-Americano de Atletismo de 2017
A 50ª edição do Campeonato Sul-Americano de Atletismo foi o evento esportivo organizado pela CONSUDATLE na Pista Comité Olímpico Paraguayo, em Assunção, no Paraguai, no período de 23 a 25 de junho de 2017. Foram disputadas 44 provas com a presença de 357 atletas de 13 nacionalidades, com destaque para o Brasil que obteve 36 medalhas na classificação final. Essa foi a primeira que o Paraguai sediou o evento. 

## Medalhistas

### Masculino
| Evento                      | Ouro                                                                               | Ouro       | Prata                                                                        | Prata      | Bronze                                                                               | Bronze     |
| --------------------------- | ---------------------------------------------------------------------------------- | ---------- | ---------------------------------------------------------------------------- | ---------- | ------------------------------------------------------------------------------------ | ---------- |
| 100 metros                  | Diego Palomeque (COL)                                                              | 10.11      | Bruno de Barros (BRA)                                                        | 10.22      | Felipe Bardi (BRA)                                                                   | 10.29      |
| 200 metros                  | Bernardo Baloyes (COL)                                                             | 20.36      | Álvaro Cassiani (VEN)                                                        | 20.90      | Virjilio Griggs (PAN)                                                                | 21.11      |
| 400 metros                  | Winston George (GUY)                                                               | 45.42      | Jhon Perlaza (COL)                                                           | 45.77      | Yilmar Herrera (COL)                                                                 | 46.02      |
| 800 metros                  | Leandro Paris (ARG)                                                                | 1:49.82    | Lutimar Paes (BRA)                                                           | 1:50.27    | Jonathan Bolados (CHI)                                                               | 1:50.30    |
| 1 500 metros                | Federico Bruno (ARG)                                                               | 3:45.28    | Carlos Díaz (CHI)                                                            | 3:45.69    | Carlos Sanmartín (COL)                                                               | 3:49.99    |
| 5 000 metros                | Víctor Aravena (CHI)                                                               | 13:57.45   | Ederson Pereira (BRA)                                                        | 13:59.20   | Iván Darío González (COL)                                                            | 14:15.76   |
| 10 000 metros               | Bayron Piedra (ECU)                                                                | 29:03.73   | Luis Ostos (PER)                                                             | 29:06.74   | Miguel Amador (COL)                                                                  | 29:35.17   |
| 20 km marcha atlética       | Mauricio Arteaga (ECU)                                                             | 1:24:40.00 | Jhon Castañeda (COL)                                                         | 1:25:04.50 | César Rodríguez (PER)                                                                | 1:25:58.30 |
| 110 metros barreiras        | Eduardo de Deus (BRA)                                                              | 13.42      | Éder Souza (BRA)                                                             | 13.49      | Javier McFarlane (PER)                                                               | 13.76      |
| 400 metros barreiras        | Guillermo Ruggeri (ARG)                                                            | 49.72      | Alberth Bravo (VEN)                                                          | 50.36      | Alfredo Sepúlveda (CHI)                                                              | 50.37      |
| 3.000 metros com obstáculos | José Peña (VEN)                                                                    | 8:45.93    | Gerald Giraldo (COL)                                                         | 8:51.59    | Mario Bazán (PER)                                                                    | 8:51.97    |
| 4×100 metros estafetas      | Brasil · Flávio Barbosa · Aldemir da Silva Júnior · Bruno de Barros · Felipe Bardi | 39.47      | Colômbia · Deivy Díaz · Diego Palomeque · Bernardo Baloyes · Jhonny Rentería | 39.67      | Venezuela · Yeiker Mendoza · Arturo Ramírez · Álvaro Cassiani · Jesús Rafael Vázquez | 39.74      |
| 4×400 metros estafetas      | Colômbia · Jhon Solís · Diego Palomeque · Yilmar Herrera · Jhon Perlaza            | 3:05.02    | Brasil · Bruno de Barros · Alexander Russo · Hugo de Sousa · Lucas Carvalho  | 3:07.32    | Venezuela · Alberth Bravo · Alberto Aguilar · Kelvis Padrino · Omar Longart          | 3:07.74    |
| Salto em altura             | Eure Yáñez (VEN)                                                                   | 2.31 ,     | Talles Frederico Silva (BRA)                                                 | 2.28       | Fernando Ferreira (BRA)                                                              | 2.19       |
| Salto com vara              | Germán Chiaraviglio (ARG)                                                          | 5.60       | Walter Viáfara (COL)                                                         | 5.10       | Rubén Benítez (ARG)                                                                  | 5.00       |
| Salto em comprimento        | Paulo Sérgio Oliveira (BRA)                                                        | 7.93       | Emiliano Lasa (URU)                                                          | 7.89       | Daniel Pineda (CHI)                                                                  | 7.87       |
| Salto triplo                | Miguel van Assen (SUR)                                                             | 16.94      | Mateus de Sá (BRA)                                                           | 16.70      | Eduardo Landeta (ECU)                                                                | 16.30      |
| Arremesso de peso           | Darlan Romani (BRA)                                                                | 21.02      | Willian Dourado (BRA)                                                        | 19.95      | Germán Lauro (ARG)                                                                   | 19.91      |
| Lançamento de disco         | Mauricio Ortega (COL)                                                              | 63.82      | Germán Lauro (ARG)                                                           | 61.70      | Douglas dos Reis (BRA)                                                               | 58.83      |
| Lançamento do martelo       | Wagner Domingos (BRA)                                                              | 73.79      | Humberto Mansilla (CHI)                                                      | 73.16      | Allan Wolski (BRA)                                                                   | 71.38      |
| Lançamento do dardo         | Braian Toledo (ARG)                                                                | 79.93      | Arley Ibargüen (COL)                                                         | 75.97      | Víctor Fatecha (PAR)                                                                 | 74.57      |
| Decatlo                     | Jefferson Santos (BRA)                                                             | 8,187      | Georni Jaramillo (VEN)                                                       | 8,126      | José Gregorio Lemos (COL)                                                            | 7,572      |

### Feminino
| Evento                      | Ouro                                                                                       | Ouro         | Prata                                                                                  | Prata      | Bronze                                                                                   | Bronze     |
| --------------------------- | ------------------------------------------------------------------------------------------ | ------------ | -------------------------------------------------------------------------------------- | ---------- | ---------------------------------------------------------------------------------------- | ---------- |
| 100 metros                  | Ángela Tenorio (ECU)                                                                       | 11.02        | Ana Cláudia Lemos (BRA)                                                                | 11.12      | Andrea Purica (VEN)                                                                      | 11.18      |
| 200 metros                  | Vitória Cristina Rosa (BRA)                                                                | 22.67        | Ángela Tenorio (ECU)                                                                   | 22.90      | Nediam Vargas (VEN)                                                                      | 22.95      |
| 400 metros                  | Geisa Coutinho (BRA)                                                                       | 52.03        | Jennifer Padilla (COL)                                                                 | 52.68      | Maitte Torres (PER)                                                                      | 53.99      |
| 800 metros                  | Johana Arrieta (COL)                                                                       | 2:06.36      | Andrea Calderón (ECU)                                                                  | 2:07.25    | Déborah Rodríguez (URU)                                                                  | 2:07.41    |
| 1 500 metros                | Muriel Coneo (COL)                                                                         | 4:16.46      | Rosibel García (COL)                                                                   | 4:21.81    | Zulema Arenas (PER)                                                                      | 4:23.37    |
| 5 000 metros                | Muriel Coneo (COL)                                                                         | 16:16.64     | Belén Casetta (ARG)                                                                    | 16:26.32   | Ángela Figueroa (COL)                                                                    | 16:30.59   |
| 10 000 metros               | Carmen Martínez (PAR)                                                                      | 34:08.28     | Clara Canchanya (PER)                                                                  | 35:01.47   | Jovana de la Cruz (PER)                                                                  | 35:06.24   |
| 20 km marcha atlética       | Paola Pérez (ECU)                                                                          | 1:32:26.0h , | Ángela Castro (BOL)                                                                    | 1:32:35.2h | Johana Ordóñez (ECU)                                                                     | 1:38:13.3h |
| 100 metros barreiras        | Fabiana Moraes (BRA)                                                                       | 12.86        | Génesis Romero (VEN)                                                                   | 13.16      | Melissa González (COL)                                                                   | 13.42      |
| 400 metros barreiras        | Gianna Woodruff (PAN)                                                                      | 56.04        | Melissa González (COL)                                                                 | 56.29      | Fiorella Chiappe (ARG)                                                                   | 57.02      |
| 3.000 metros com obstáculos | Belén Casetta (ARG)                                                                        | 9:51.40      | Zulema Arenas (PER)                                                                    | 10:09.20   | Tatiane Raquel da Silva (BRA)                                                            | 10:34.23   |
| 4×100 metros estafetas      | Brasil · Franciela Krasucki · Ana Cláudia Lemos · Vitória Cristina Rosa · Rosângela Santos | 43.12        | Colômbia · Maderleis Alcazar · Jennifer Padilla · Darlenys Obregón · Eliecith Palacios | 44.50      | Equador · Juliana Angulo · Narcisa Landazuri · Romina Cifuentes · Ángela Tenorio         | 44.53      |
| 4×400 metros estafetas      | Brasil · Jailma de Lima · Jéssica da Silva · Jéssica dos Santos · Geisa Coutinho           | 3:33.00      | Colômbia · Eliana Chávez · Rosangélica Escobar · Astrid Balanta · Jennifer Padilla     | 3:33.92    | Chile · Martina Weil · Carmen Mansilla · María Fernanda Mackenna · María José Echeverría | 3:40.00    |
| Salto em altura             | Maria Fernanda Murillo (COL)                                                               | 1.82         | Lorena Aires (URU)                                                                     | 1.82       | Julia dos Santos (BRA)                                                                   | 1.79       |
| Salto com vara              | Robeilys Peinado (VEN)                                                                     | 4.50         | Joana Costa (BRA)                                                                      | 4.20       | Valeria Chiaraviglio (ARG)                                                               | 4.15       |
| Salto em comprimento        | Eliane Martins (BRA)                                                                       | 6.51         | Macarena Reyes (CHI)                                                                   | 6.51       | Jhoanmy Luque (VEN)                                                                      | 6.47       |
| Salto triplo                | Núbia Soares (BRA)                                                                         | 14.42        | Yulimar Rojas (VEN)                                                                    | 14.36      | Yosiri Urrutia (COL)                                                                     | 13.64      |
| Arremesso de peso           | Geisa Arcanjo (BRA)                                                                        | 18.06        | Sandra Lemos (COL)                                                                     | 17.30      | Livia Avancini (BRA)                                                                     | 16.75      |
| Lançamento de disco         | Andressa de Morais (BRA)                                                                   | 64.68 ,      | Fernanda Martins (BRA)                                                                 | 60.80      | Karen Gallardo (CHI)                                                                     | 59.73      |
| Lançamento do martelo       | Mariana Marcelino (BRA)                                                                    | 66.83        | Jennifer Dahlgren (ARG)                                                                | 66.17      | Johana Moreno (COL)                                                                      | 63.09      |
| Lançamento do dardo         | Flor Ruiz (COL)                                                                            | 61.91        | Laila Domingos (BRA)                                                                   | 58.50      | Laura Paredes (PAR)                                                                      | 54.86      |
| Heptatlo                    | Tamara de Sousa (BRA)                                                                      | 5,667        | Javiera Brahm (CHI)                                                                    | 5,168      | Martina Corra (ARG)                                                                      | 5,026      |

## Quadro de medalhas
| Ordem | País      | Medalha de ouro | Medalha de prata | Medalha de bronze | Total |
| ----- | --------- | --------------- | ---------------- | ----------------- | ----- |
| 1     | Brasil    | 17              | 12               | 7                 | 36    |
| 2     | Colômbia  | 9               | 12               | 9                 | 30    |
| 3     | Argentina | 6               | 3                | 5                 | 14    |
| 4     | Equador   | 4               | 2                | 3                 | 9     |
| 5     | Venezuela | 3               | 5                | 5                 | 13    |
| 6     | Chile     | 1               | 4                | 5                 | 10    |
| 7     | Paraguai  | 1               | 0                | 2                 | 3     |
| 8     | Panamá    | 1               | 0                | 1                 | 2     |
| 9     | Guiana    | 1               | 0                | 0                 | 1     |
| 9     | Suriname  | 1               | 0                | 0                 | 1     |
| 11    | Peru      | 0               | 3                | 6                 | 9     |
| 12    | Uruguai   | 0               | 2                | 1                 | 3     |
| 13    | Bolívia   | 0               | 1                | 0                 | 0     |
|       | TOTAL     | 44              | 44               | 44                | 132   |

## Tabela de pontos
O Brasil ficou em primeiro lugar com 352 pontos. 
| Posição | Nacionalidade | Total | Masculino | Feminino |
| ------- | ------------- | ----- | --------- | -------- |
| 1       | Brasil        | 352   | 164       | 188      |
| 2       | Colômbia      | 259   | 134       | 125      |
| 3       | Argentina     | 160   | 97        | 63       |
| 4       | Venezuela     | 125   | 74        | 51       |
| 5       | Chile         | 100   | 56        | 44       |
| 6       | Equador       | 100   | 39        | 61       |
| 7       | Peru          | 62    | 27        | 35       |
| 8       | Uruguai       | 34    | 15        | 19       |
| 9       | Paraguai      | 28    | 9         | 19       |
| 10      | Panamá        | 18    | 5         | 13       |
| 11      | Bolívia       | 18    | 7         | 11       |
| 12      | Guiana        | 15    | 10        | 5        |
| 13      | Suriname      | 12    | 11        | 1        |

## Participantes
Todas as 13 federações membros da CONSUDATLE participaram do campeonato.
| - Argentina (41) - Bolívia (18) - Brasil (52) - Chile (41) - Colômbia (43) | - Equador (42) - Guiana (3) - Panamá (4) - Paraguai (39) - Peru (24) | - Suriname (5) - Uruguai (15) - Venezuela (30) |

Legenda
| Recorde mundial       | Recorde mundial (World record)               |                       | Recorde africano                      | Recorde africano (African) |                                           | Q | Classificado por posição (Qualified) |
| Recorde do campeonato | Recorde do campeonato (Championship record)  | Recorde da América    | Recorde da América (Americas)         | q                          | Classificado por melhor tempo (Qualified) |   |                                      |
| Melhor marca do ano   | Melhor marca do ano (World leading)          | Recorde asiático      | Recorde asiático (Asian)              | DNS                        | Não largou (Did not start)                |   |                                      |
| Recorde nacional      | Recorde nacional (National record)           | Recorde europeu       | Recorde europeu (European)            | DNF                        | Não terminou (Did not finish)             |   |                                      |
| Recorde pessoal       | Recorde pessoal do atleta (Personal best)    | Recorde da Oceania    | Recorde da Oceania (Oceania)          | DSQ / DQ                   | Desclassificado (Disqualified)            |   |                                      |
| Recorde da temporada  | Recorde da temporada do atleta (Season best) | Recorde sul-americano | Recorde sul-americano (South America) | NM                         | Sem marca (No mark)                       |   |                                      |